# L'Or de personne
L'Or de personne est la vingt-troisième histoire de la série Jerry Spring de Jijé. Elle est publiée pour la première fois du no 1886 au no 1908 du journal Spirou, puis sous forme d'album en 1975 (en première partie d'un double album noir et blanc au format géant qui comporte aussi la réédition de Trafic d'armes). En 1987, L'Or de personne est publié en album couleurs dans la collection normale.